# Филлодоце голубая
Филлодоце голубая, или Филлодоце сизая (лат. Phyllodoce caerulea) — вид деревянистых растений рода Филлодоце (Phyllodoce) семейства Вересковые (Ericaceae).

## Ботаническое описание

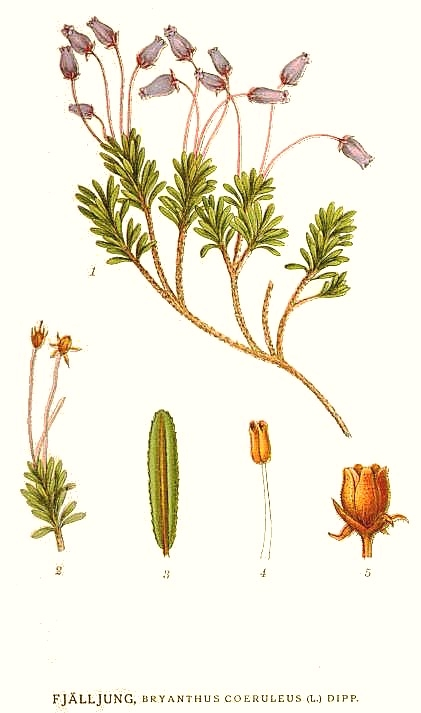
Филлодоце голубая.

Вечнозелёный кустарничек с густо облиственными побегами, (5)10—30(35) см высотой. Листья зелёные, очередные, узкопродолговатые или линейные, тупые, остро-мелкопильчатые, с подвёрнутым краем и одной главной жилкой, 5—10(14) мм длиной, 1—2 мм шириной. Черешок короткий, около 0,5 мм длиной.
Цветки собраны конечные кисти по 2—6, пятимерные, поникающие, 10—30 мм длиной. Цветоножки красноватые, 11—28 мм длиной (при плодах 20—38 мм), покрыты головчатыми волосками. Чашечка пятираздельная, красная, малиновая или пурпуровая, желёзисто-волосистая; чашелистики ланцетные, 3,5—4(5) мм длиной, 1—3 мм шириной. Венчик урновидный или яйцевидно-кувшинчатый, пятизубчатый, розовый или розовато-синеватый (после сушки лиловый или фиолетово-лиловый), снаружи с редкими желёзистыми волосками, 8—10 мм длиной, 4—6 мм шириной. Тычинок 10; пыльники линейные, нити плоские. Плод — голая, округлая коробочка, 3—4(5) мм длиной.
Цветение — конец июня—август, плодоношение в августе—сентябре.

## Значение и применение
На Камчатке поедается северным оленем (Rangifer tarandus).

## Синонимика
- Andromeda caerulea L.basionym
- Andromeda taxifolia Pall., nom. superfl.
- Bryanthus coeruleus (L.) Dippel
- Bryanthus taxifolius (Pall.) A.Gray, nom. illeg.
- Erica coerulea (L.) Willd.
- Menziesia caerulea (L.) Sw.
- Menziesia taxifolia (Pall.) Robbins ex Wood, nom. illeg.
- Phyllodoce caerulea (L.) Gren. & Godr., nom. superfl.
- Phyllodoce taxifolia (Pall.) Salisb., nom. illeg.